# چوکورداخ
چوکورداخ (به لاتین: Chokurdakh) یک منطقهٔ مسکونی در روسیه است که در Chokurdakh Urban Settlement واقع شده‌است.